# Citi Open 2017 - Qualificazioni singolare femminile
Le qualificazioni del singolare femminile del Citi Open 2017 sono state un torneo di tennis preliminare per accedere alla fase finale della manifestazione. Le vincitrici dell'ultimo turno sono entrate di diritto nel tabellone principale. In caso di ritiro di una o più giocatrici aventi diritto a queste sono subentrati le lucky loser, ossia le giocatrici che hanno perso nell'ultimo turno ma che avevano una classifica più alta rispetto alle altre partecipanti che avevano comunque perso nel turno finale.

## Teste di serie
1. Heather Watson (qualificata)
2. Jamie Loeb (qualificata)
3. Destanee Aiava (primo turno)
4. Louisa Chirico (qualificata)

1. Valentini Grammatikopoulou (qualificata)
2. Usue Maitane Arconada (primo turno)
3. Nigina Abduraimova (primo turno)
4. Deniz Khazaniuk (primo turno)

## Qualificate
1. Heather Watson
2. Jamie Loeb

1. Valentini Grammatikopoulou
2. Louisa Chirico

## Tabellone

### Legenda
| - Q = Qualificato - WC = Wild card - LL = Lucky loser | - ALT = Alternate - SE = Special Exempt - PR = Protected Ranking | - w/o = Walkover - r = Ritirato - d = Squalificato |

### Sezione 1
|  | Primo turno | Primo turno           | Primo turno           | Primo turno | Primo turno |  |  | Ultimo turno | Ultimo turno   | Ultimo turno   | Ultimo turno | Ultimo turno |  |
|  |             |                       |                       |             |             |  |  |              |                |                |              |              |  |
|  | 1           | Heather Watson        | 6                     | 5           | 6           |  |  |              |                |                |              |              |  |
|  |             | Erika Sema            | 2                     | 7           | 3           |  |  | 1            | Heather Watson | Heather Watson | 6            | 7            |  |
|  |             | Shūko Aoyama          | Shūko Aoyama          | 6           | 6           |  |  |              | Shūko Aoyama   | Shūko Aoyama   | 3            | 67           |  |
|  | 6           | Usue Maitane Arconada | Usue Maitane Arconada | 2           | 2           |  |  |              |                |                |              |              |  |

### Sezione 2
|  | Primo turno | Primo turno     | Primo turno   | Primo turno | Primo turno |  |  | Ultimo turno | Ultimo turno | Ultimo turno | Ultimo turno | Ultimo turno |  |
|  |             |                 |               |             |             |  |  |              |              |              |              |              |  |
|  | 2           | Jamie Loeb      | Jamie Loeb    | 6           | 6           |  |  |              |              |              |              |              |  |
|  | WC          | Skylar Morton   | Skylar Morton | 2           | 2           |  |  | 2            | Jamie Loeb   | Jamie Loeb   | 6            | 6            |  |
|  |             | Sophie Chang    | 7             | 4           | 7           |  |  |              | Sophie Chang | Sophie Chang | 4            | 2            |  |
|  | 8           | Deniz Khazaniuk | 5             | 6           | 5           |  |  |              |              |              |              |              |  |

### Sezione 3
|  | Primo turno | Primo turno                | Primo turno    | Primo turno | Primo turno |  |  | Ultimo turno | Ultimo turno               | Ultimo turno               | Ultimo turno | Ultimo turno |  |
|  |             |                            |                |             |             |  |  |              |                            |                            |              |              |  |
|  | 3           | Destanee Aiava             | Destanee Aiava | 1           | 4           |  |  |              |                            |                            |              |              |  |
|  |             | Xu Shilin                  | Xu Shilin      | 6           | 6           |  |  |              | Xu Shilin                  | Xu Shilin                  | 3            | 3            |  |
|  | WC          | Cameron Morra              | 4              | 6           | 2           |  |  | 5            | Valentini Grammatikopoulou | Valentini Grammatikopoulou | 6            | 6            |  |
|  | 5           | Valentini Grammatikopoulou | 6              | 4           | 6           |  |  |              |                            |                            |              |              |  |

### Sezione 4
|  | Primo turno | Primo turno        | Primo turno        | Primo turno | Primo turno |  |  | Ultimo turno | Ultimo turno   | Ultimo turno | Ultimo turno | Ultimo turno |  |
|  |             |                    |                    |             |             |  |  |              |                |              |              |              |  |
|  | 4           | Louisa Chirico     | 63                 | 6           | 7           |  |  |              |                |              |              |              |  |
|  |             | Olivia Rogowska    | 7                  | 1           | 65          |  |  | 4            | Louisa Chirico | 2            | 6            | 6            |  |
|  |             | Lu Jiajing         | Lu Jiajing         | 6           | 6           |  |  |              | Lu Jiajing     | 6            | 1            | 3            |  |
|  | 7           | Nigina Abduraimova | Nigina Abduraimova | 4           | 1           |  |  |              |                |              |              |              |  |